# Хајнански зец
Хајнански зец (лат. Lepus hainanus) је сисар из реда двозубаца и породице зечева (Leporidae).

## Распрострањење
Острво Хајнан у Кини је једино познато природно станиште врсте.
Популација ове врсте се смањује, судећи по расположивим подацима.

## Станиште
Станиште хајнанског зеца (Lepus hainanus) су травнате површине на западу острва Хајнан.

## Угроженост
Ова врста се налази на црвеној листи IUCN-а као угрожена врста, којој прети изумирање.